# 웨량
웨량(岳亮, 1982년 7월 25일 ~ )은 중화인민공화국 산시성 출신의 바둑 기사이다.

## 약력
중화인민공화국 산시성 출신으로 1997년 프로 바둑에 입단했다. 2004년 박카스배 천원전 16강에 올랐다. 2005년에 권갑용의 딸이자 프로 바둑 기사인 권효진과 결혼했다. 2006년 초상은행배 16강에 올랐고, 2007년 4월1일부터 한국기원 객원기사로 활동하고 있다. 2009년 5단으로 승단했고 2011년 제7기 원익배 십단전 본선에 진출했다. 2014년 3월에 6단으로 승단했다.